# کورو، استرالیای غربی
کورو (به انگلیسی: Coorow) یک منطقهٔ مسکونی در استرالیا است که در استرالیای غربی واقع شده‌است.